# شعسان (سنحان)

تعديل مصدري - تعديل

شَعْسَانْ هي إحدى قرى عزلة الربع الشرقي بمديرية سنحان وبني بهلول التابعة لمحافظة صنعاء، بلغ تعداد سكانها 2080 نسمة حسب تعداد اليمن لعام 2004.
يحدها من الشمال ريمة حميد، شمال غرب بيت الشاطبي، جنوب غرب بيت الهمداني، وجنوباً سيان وجنوب شرق شيعان. ينسب لها المشير عبدالله السلال أول رئيس للجمهورية العربية اليمنية (اليمن الشمالي سابقاً) بعد الثورة اليمنية 26 سبتمبر 1962، والقائد العسكري والمحافظ هادي الحشيشي.